# Republiek van Centraal-Amerika
De Republiek van Centraal-Amerika (officieel de Grote Republiek van Centraal-Amerika; Spaans: Republica Mayor de Centro America) is een historisch land in Centraal-Amerika. Het was een poging om El Salvador, Honduras en Nicaragua in één land te verenigen, zoals decennia eerder de Verenigde Staten van Centraal-Amerika. De staat bestond vanaf 1896 (als gevolg van het Pact van Amapala van 1895) en werd op 21 november 1898 opgeheven.